# Fallo de mercado
En economía, un fallo de mercado es una situación en la que la asignación de los recursos por parte del mercado no es eficiente. El primer uso conocido del término por parte de un economista data de 1958, pero el concepto procede del filósofo victoriano Henry Sidgwick.
Los fallos de mercado suelen estar asociados con preferencias temporales inconsistentes, asimetrías de información, mercados no competitivos, problemas del agente-principal, externalidades o bienes públicos. La existencia de fallos de mercado es habitualmente la razón por la que las organizaciones autorreguladas, los Estados y las instituciones supranacionales intervienen en un mercado particular. Los economistas, especialmente los microeconomistas, suelen preocuparse de los fallos de mercado y sus posibles soluciones. Ese análisis desempeña un papel importante en muchos tipos de políticas públicas y estudios. El intervencionismo estatal, como los impuestos, las subvenciones, los rescates, los controles de precios y las regulaciones (incluyendo intentos mal implementados de corregir fallos de mercado) también pueden llevar a asignaciones ineficientes de recursos, conocidos como fallos del Estado.

## Causas de los fallos de mercado
De acuerdo con todos los resultados las principales razones por las que ocurren fallos de mercado son:
- Cálculo inadecuado de los costos y beneficios en forma de precios y por tanto se introducen distorsiones en las decisiones microeconómicas de los agentes económicos.
- Estructuras de mercado inadecuadas o con desempeño subóptimo.
- Competencia imperfecta, aparece cuando una empresa tiene más poder de mercado que el resto de las empresas que están operando en un momento determinado. Como consecuencia de este fallo, los consumidores van a consumir una cantidad menor a un precio mayor. Ejemplos de estructuras de mercado sin desempeño óptimo de acuerdo a los patrones de eficiencia económica son:
  - Monopolio, aunque considerado generalmente como una forma de fallo de mercado, cierto tipo de monopolios con curvas de costes decrecientes a largo plazo, como por ejemplo los monopolios naturales, pueden no ser tan ineficientes frente a las alternativas posibles.
  - Monopsonio, por el cual un producto solo tiene un comprador natural que puede manipular o distorsionar los precios en su beneficio.
  - Oligopolio, en el que solo un reducido número de agentes tiene capacidad de producir un determinado producto o servicio,
  - Oligopsonio, en el cual solo un reducido número de agentes son los demandantes de un determinado bien o servicio, pudiendo cada uno de ellos influenciar los precios en su beneficio.
  - Competencia monopolista
- Discriminación de precios
  - Price skimming
- Información asimétrica, por la cual alguno de los agentes tiene información privilegiada y puede aprovechar el desconocimiento de ciertos hechos por parte de los agentes para fijar precios por encima o por debajo del precio de equilibrio en su beneficio.
- Externalidades negativas, que se producen cuando un tercer agente recibe algún perjuicio o beneficio resultante de la actividad económica de un productor o un consumidor, no relacionado con él. Ejemplo de esto es la contaminación ambiental.[11]
- Bien público, bien económico cuya naturaleza conlleva que es no rival y no excluyente. Un bien es no rival cuando su uso por una persona en particular no perjudica o impide el uso simultáneo por otros individuos -por ejemplo: una señal de Radio (medio de comunicación)- y es no excluyente cuando no se puede impedir su usufructo por usuarios potenciales o reales.

En ocasiones los fallos de mercado o la dinámica natural del mercado tienen consecuencias gravísimas, durante la Gran Hambruna irlandesa (1845-49) que mató a entre un 20 % y un 25 % de la población del país, se siguieron exportando grandes cantidades de comida a Inglaterra.

## Interpretaciones
Como podría esperarse, la cuestión de los fallos de mercado (y como deberían ser tratados) es fuente de polémica entre las diversas escuelas de pensamiento económico.

### Escuela neoclásica
Según la economía neoclásica, la mayoría de fallos de mercado crean ineficiencias (en el sentido de Pareto), por eso para el enfoque neoclásico cualquier proceso económico de mercado que no sea eficiente en el sentido de Pareto es visto como un fallo de mercado con independencia de si el resultado sirve o no al "interés público". Por ejemplo, algunos consideran que la existencia de grandes desigualdades en la distribución de la riqueza o el ingreso va contra el interés general o interés público, pero esta situación puede llegar a ser Pareto-óptima. En cambio un sistema de impuestos para reducir el grado de desigualdad, que puede ser de interés general, puede ser simultáneamente ineficiente en el sentido de Pareto. Así para el enfoque neoclásico, la desigualdad económica no es un factor que tenga nada que ver con los fallos de mercado.
Por otro, algunos autores neoclásicos consideran que las situaciones en que la actividad mercantil produce una desigualdad creciente de los que ya inicialmente son más ricos son un fallo de mercado, puesto que supuestamente ahí estaría interviniendo la habilidad de aquellos con mayor riqueza para imponer su poder de mercado para incrementar su riqueza. Para estos autores neoclásicos estos fenómenos estarían reflejando la falta de competencia en los mercados

### Escuela keynesiana/neokeynesiana
La moderna macroeconomía keynesiana o neokeynesiana aplica la visión neoclásica para interpretar el fallo para lograr el pleno empleo de los recursos en términos de fallos de mercado. Una vez modificada la teoría para tener en cuenta el modelo walrasiano básico de equilibrio general produce resultados keynesianos. Los neokeynesianos hacen mayor énfasis en la falta de ajuste automático o rápido de los precios y (especialmente) de los salarios.
La literatura neokeynesiana reciente ha documentado diversos ejemplos donde el resultado global de acciones individuales conduce a efectos diferentes si todos los agentes o un número excesivo de ellos tratan de hacer lo mismo. Ejemplos clásicos de esto son la paradoja del ahorro o su versión salarial llamada paradoja de Kalecki enunciada por Michał Kalecki. Paul Krugman describe varios casos históricos donde una previsible situación económica adversa llevó a muchos agentes a tratar de ahorrar parte de su liquidez provocando una caída masiva de la demanda y un decaimiento de la actividad no deseado por los propios agentes.

### Escuela Austríaca
Algunos defensores del capitalismo laissez faire, como los economistas de la escuela austriaca , fundamentan que no existen fallos de mercado, o que estos solo pueden presentarse temporalmente, hasta que el mercado los detecte y corrija. Los teóricos de esta escuela se refieren a las fallas de mercado como fallas de gobierno, es decir, como el resultado de la intervención del Estado en la economía y no como un producto de procesos naturales en un mercado libre.
Algunos autores de esta escuela consideran absurdos varios de los argumentos sobre los fallos de mercado, sugiriendo que simplemente muestran que el mercado no es perfecto (y por tanto perfectible) aunque rechazan la posibilidad de mejorarlo por otros medios, dado que para esta escuela, la intervención del Estado mediante la coerción o la violencia, no determina una solución al problema, sino que es la causa de tal problema. Eso lleva a que rechacen la posibilidad de la intervención del Estado. Gran parte de los austríacos rechazan la existencia de fallos de mercado, y remarcan que no hay posibilidad de que se produzcan en la propia dinámica del mercado libre. Entre los autores con esta posición están tanto Murray Rothbard como Hans Hermann Hoppe, que amplían ideas de predecesores como Ludwig von Mises.
Por ejemplo, para Rothbard la existencia de los monopolios está asociada a las intervenciones del Estado, es decir, una situación de monopolio u oligopolio solo podría existir en caso de que se prohíba o dificulte artificialmente la competencia en el mercado. Rothbard desarrolla algunos ejemplos típicos de estas intervenciones (carteles obligatorios, licencias, estándares de calidad y seguridad, aranceles, leyes migratorias, etc.).Rothbard entonces rechaza la consideración de un monopolio cuando solo haya una o pocas empresas en el mercado: el monopolio es en realidad la falta de libertad para competir en el mercado, provocada por la intervención del Estado en forma de privilegios otorgados hacia empresas o grupos de empresas que se vean defendidas artificialmente de la competencia.
Rothbard, así como otros autores de la escuela austríaca, consideran erróneas o imprecisas las definiciones clásicas de los fallos de mercado, como la externalidad negativa o los bienes públicos. Para la escuela austríaca no existen fallos de mercado, ya que basan su estudio de la economía en la acción humana, y en el individualismo metodológico con carácter apriorístico.

### Escuela de la elección pública
También algunos economistas de la teoría de la elección pública argumentan que la existencia de fallos de mercado no justifica la intervención estatal para resolverlas. Argumentan que en ciertas situaciones los costes de la intervención estatal correctora pueden ser más altos que los ocasionados por un fallo de mercado, los denominados "fallos del gobierno".
Para estas escuelas, los fallos de mercado usualmente son solo una deficiencia en la existencia y extensión de más mercado. Por tanto con frecuencia proclaman que la solución es "más mercado" y abogan por el establecimiento de más mercados y por "mercantilizar" la asignación de ciertos recursos.

### Escuela marxista
En general, el marxismo tradicionalmente ha argumentado que un sistema de derechos de propiedad individual es un problema en sí mismo, y que los recursos deben ser asignados de otro modo diferente al mercado (por ejemplo por elección democrática, por un planificador central o por un grupo planificador democráticamente elegido y responsable ante los electores).
El concepto de "fallo de mercado" de muchos marxistas difiere del sentido habitual de "ineficiencia económica". Para muchos marxistas el mercado siempre tiene resultados democráticamente indeseados, o dicho de otro modo, la solución preferida sería diferente de la alcanzada mediante las reglas de mercado. 
De ese modo la escuela marxista mira los fallos de mercado inherentes a cualquier economía capitalista basada en la propiedad de los medios de producción, al igual que otros fenómenos como crisis cíclicas inherentes al funcionamiento general del capitalismo. Así aunque los marxistas argumentan a favor de abolir ciertas relaciones capitalistas, frecuentemente no contemplan argumentos basados en los fallos de mercado, ya que no contemplan los "mercados perfectos" como un fin deseable o razonable. Tradicionalmente los marxistas ven la explotación capitalista y las crisis económicas como sucesos que existen también en los "mercados perfectos".